# Mamá Tingó
Florinda Soriano Muñoz (conocida popularmente como Mamá Tingó; Villa Mella, 8 de noviembre de 1921 - Yamasá, 1 de noviembre de 1974) fue una activista y defensora de los derechos del campesino en República Dominicana. Fue asesinada luchando contra el despojo injustificado de tierras a los campesinos residentes de Hato Viejo en Yamasá durante el cuarto gobierno de Joaquín Balaguer.

## Biografía
Florinda Soriano Muñoz nació en el sector de Villa Mella, República Dominicana el 8 de noviembre de 1921. Hija de la señora Eusebia Soriano, fue bautizada en la Parroquia Espíritu Santo en el año 1922, y contrajo matrimonio cuando tenía 30 años de edad, con el campesino llamado Felipe.
Florinda Soriano trabajó en sus tierras durante décadas junto a su esposo, Felipe. Más tarde, un terrateniente reclamó las tierras que le pertenecían a Tingó. Aunque era analfabeta eso no la limitó, sino que luchó por los desposeídos.
A principios de 1974, el terrateniente Pablo Díaz Hernández reclamó las tierras que ocupaban desde hace más de medio siglo los campesinos de Hato Viejo(Yamasá). Pablo Díaz Hernández alegaba que había comprado las tierras. Mamá Tingó que pertenecía a la Federación de Ligas Agrarias Cristianas (FEDELAC), encabezó la lucha en beneficio de los campesinos de Hato Viejo que consideraban suyas por haberlas ocupado y trabajado durante más de medio siglo. A pesar de su avanzada edad, participó con valor en la dirección de las movilizaciones realizadas por los campesinos.

## Asesinato
El terrateniente Pablo Díaz Hernández cercó con alambres de púas más de 8000 tareas de tierras y con tractores arrancó la cosecha de los campesinos. El capataz Ernesto Díaz (Durín), empleado del terrateniente soltó los cerdos de Mamá Tingó. Ella fue a amarrarlos, pero el capataz permanecía escondido en el lugar y aprovechó el momento para dispararle con una escopeta.

## Legado
- Como integrante de la Federación de Ligas Agrarias Cristianas, a través de la cual luchó por el derecho de los campesinos a la tierra, consiguió que más de 300 familias obtuvieran sus tierras.

## Reconocimientos
Ha recibido diversos homenajes póstumos de la sociedad dominicana en reconocimiento a su lucha por el derecho a cultivar la tierra de los campesinos. La primera estación del Metro de Santo Domingo lleva su nombre en su honor.
En 2010, se renombró la sección Hato Viejo como Distrito Municipal Mamá Tingó. En 2012, fue honrada por el cabildo de Monte Plata con una estatua a nombre de su obra como activista y luchadora por los derechos de los agricultores.
En el 2019, el Instituto Agrario Dominicano (IAD) habilitó un nuevo asentamiento campesino en la comunidad El Calvario, en Monte Plata, al que denominó AC-Mamá Tingó, entregando tierras a 1.950 productores agropecuarios. Al año siguiente, se celebró el XV Festival Patriótico dedicado a Florinda Soriano, siendo incluida su fecha de nacimiento en el calendario escolar 2021-2022 por el Ministerio de Educación.
Además, llevan su nombre decenas de escuelas de la República Dominicana en localidades como Punta de Villa Mella, Higüey, Pantoja, El Higuero del Municipio Santo Domingo Norte, Yamasá, o Valle Encantado de Los Alcarrizos. Asimismo, varios centros médicos y agrupaciones municipales también han sido nombrados en honor a Mamá Tingó.
También son varias las representaciones culturales que recuerdan a Florinda Soriano Muñoz, como el documental Mamá Tingó, el símbolo del campo, el cortometraje Tingó, de Alfa Films, un musical de Antonio Melenciano, una obra de teatro de Clara Antigua, el monólogo La Tierra es de Nosotros, escrito e interpretado por Carlota Carretero y varias canciones, como Mamá Tingó, de Yaqui Núñez del Risco que interpretó Johnny Ventura, Mamá Tingó, de Luis "El Terror" Días, Homenaje a Mamá Tingó, de Blanka Paloma o Salve pa’ subir la voz, del Grupo Convite.